# Nicotiana sect. Trigonophyllae
Nicotiana sect. Trigonophyllae ist eine Sektion der Gattung Tabak (Nicotiana). Zu ihr werden zwei Arten gezählt.

## Beschreibung
Die Arten der Sektion Trigonophyllae sind einjährige oder kurzzeitig ausdauernde krautige Pflanzen. Die Laubblätter sind aufsitzend, spatelförmig und klebrig behaart. Die oberen Stängelblätter umfassen den Stängel.
Die Blüten öffnen sich am Tag. Die Krone ist radiärsymmetrisch, röhren-stieltellerförmig und grünlich weiß gefärbt.
Die Chromosomenzahl beträgt n=12.

## Verbreitung
Die Arten sind im Südwesten der Vereinigten Staaten sowie in Mexiko verbreitet.

## Systematik
Zur Sektion Trigonophyllae werden folgende Arten gezählt: 
- Nicotiana obtusifolia M. Martens & Galeotti
- Nicotiana palmeri A. Gray

## Nachweise
- Sandra Knapp, Mark W. Chase und James J. Clarkson: Nomenclatural changes and a new sectional classification in Nicotiana (Solanaceae). In: Taxon, Band 53, Nummer 1, Februar 2004. S. 73–82.